# Marija Kobić
Marija Kobić (Zagreb, 26. travnja 1984.) je hrvatska glumica.

## Životopis
Završila je jezičnu gimnaziju, studira filozofiju i religijske kulture na Filozofskom fakultetu Družbe Isusove. Pohađala je dramske sekcije u Exitu i ZKM-u. U sklopu glumačke grupe nastupala je u Zagrebu i Zadru na Goethe institutu. Bavi se suvremenim plesom, jogom i žongliranjem. Ekološki je osviještena te kao prijevozno sredstvo isključivo koristi bicikl. Član je Hrvatskog istraživačkog kluba (HIK) koji organizira razne ekspedicije. Zbog svestranosti i znatiželje, ne ostaje joj dovoljno vremena za sve u čemu bi se htjela okušati, jako je zaigrana te smatra da je u životu najvažnije ne dopustiti da zaboravimo na dijete u nama. Krajem 2007-e napustila je glumačku ekipu RTL-ove sapunice "Zabranjena ljubav", jer je odlučila putovati zemljama Srednje i Južne Amerike do kolovoza 2008.

## Televizijske uloge
- "Dječja usta" kao natjecateljica (2014.)
- "Bibin svijet" kao Nina (2010.)
- "Zabranjena ljubav" kao Iva Lončar (2004. – 2007.)

## Vanjske poveznice
- http://www.zvijezde.hr/marija-kobic  Arhivirana inačica izvorne stranice od 5. kolovoza 2009. (Wayback Machine)